# عاطف سالم
عاطف سالم (زادهٔ ۲۳ ژوئیه ۱۹۲۷ - درگذشت ۳۰ ژوئیه ۲۰۰۲) کارگردان فیلم اهل مصر بود. او بین سال‌های ۱۹۵۴ تا ۲۰۰۱ توانست ۳۲ فیلم را کارگردانی کند که فیلم‌نامه‌نویس بیشتر فیلم‌های او نجیب محفوظ بود. عاطف فعالیت سینمائی خود را را با بازی در فیلم «ماجدة» آغاز کرد.